# Cremaster 3
Cremaster 3 es una película de 2002 del artista y cineasta Matthew Barney. Es el tercer volumen de su Ciclo Cremaster, que comprende asimismo las cintas Cremaster 1, Cremaster 2, Cremaster 4 y Cremaster 5, las cuales se desarrollaron y produjeron entre 1994 y 2002.

## Trama

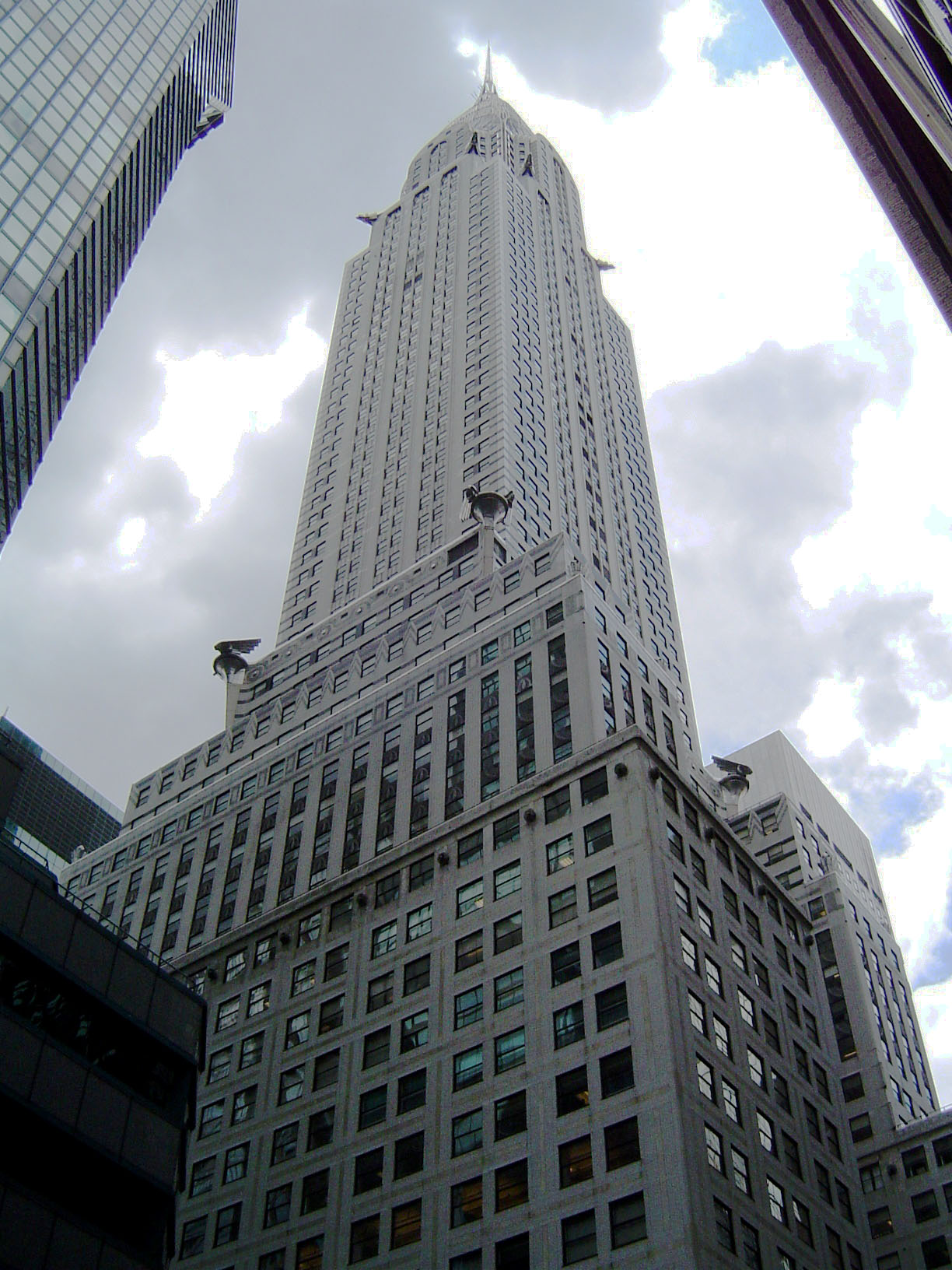
El edificio Chrysler.

Cremaster 3 fue la última película de la serie en ser filmada, en 2002. Se desarrolla en Nueva York y cuenta la construcción del edificio Chrysler, que es a su vez un personaje de la obra que alberga fuerzas antagonistas encarnadas por el supuesto diseñador del Templo de Salomón, Hiram Abif o el Arquitecto (interpretado por Richard Serra), y el Aprendiz (interpretado por Barney). La muerte y resurrección del primero se repiten durante el rito masónico de iniciación, mediante el cual el Aprendiz llega al grado de Maestro.
Tras un prólogo con personajes y escenarios de la mitología celta, la narración comienza en los cimientos del edificio. Allí hay un cadáver depositado en la silla trasera de un Chrysler New Yorker que es aplastado por cinco Chrysler Imperial cuyos chasis han sido previamente rellenados de cemento por el Aprendiz, quien llena asimismo el interior de un ascensor para obtener el sillar perfecto.

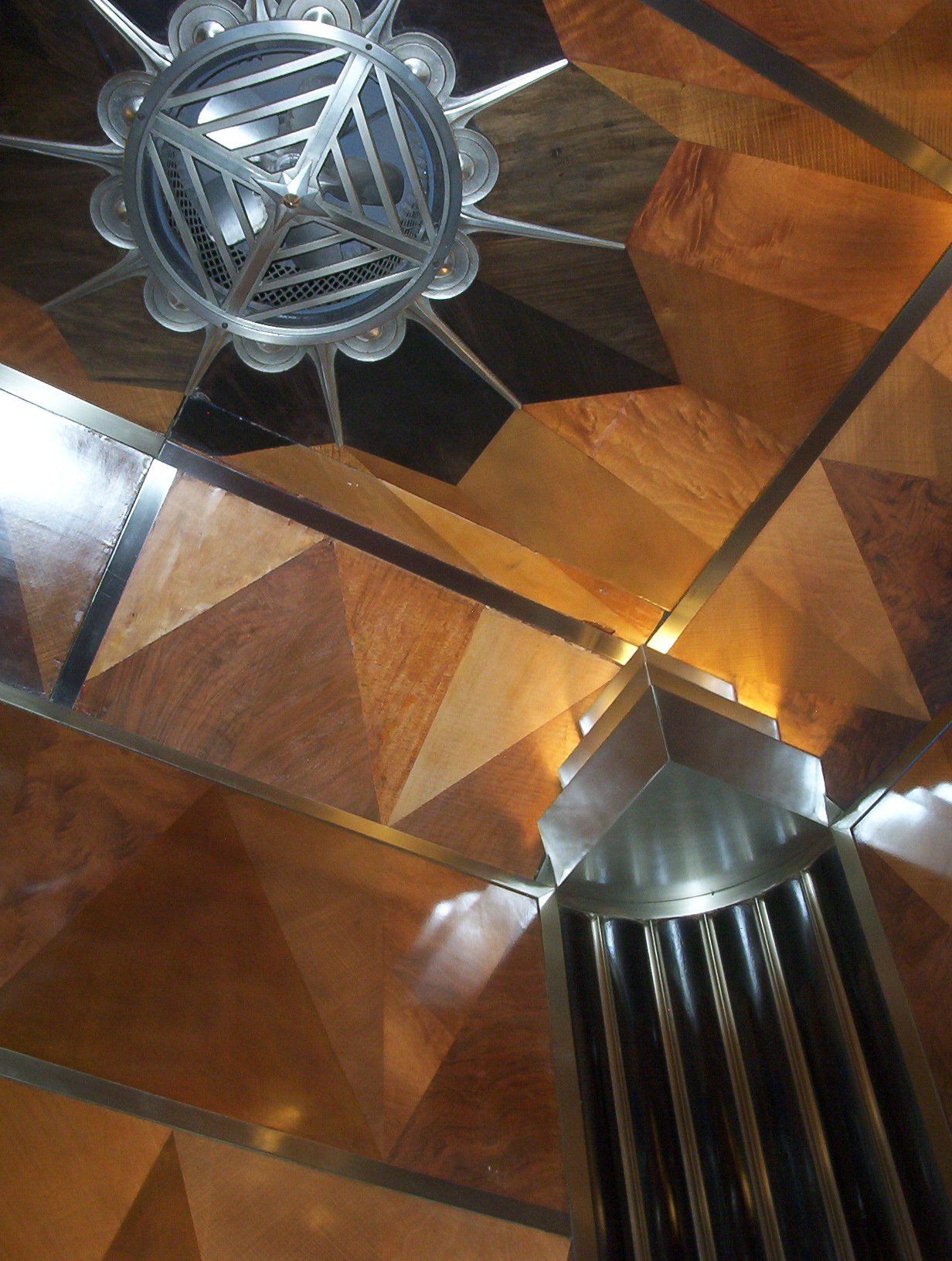
Detalle del ascensor del edificio Chrysler, con el diseño que será aprovechado en la estética de Cremaster 3.

La siguiente escena sucede en el Cloud Club bar (situado a su vez en el edificio Chrysler) y consiste en una comedia slapstick entre el camarero y el Aprendiz. En una habitación contigua hay una mujer (interpretada por Aimee Mullins) pelando patatas con cuchillas en sus zapatos, rellenando con las cáscaras las fundaciones del bar. A continuación el Aprendiz es detenido por un grupo de sicarios que le rompen los dientes, lo llevan a un gabinete dental, y lo someten a una operación donde intervienen los despojos del Chrysler New Yorker.
Mientras en su oficina el Arquitecto construye dos pilares que aluden a las columnas Jakin y Boaz del Templo de Salomón, el Aprendiz escapa y escala la torre. El Arquitecto usa las columnas como escalera y trepa por un óculo en el techo, conduciendo a una apoteosis en la que se une con su diseño, convirtiéndose el edificio en un cucaña.

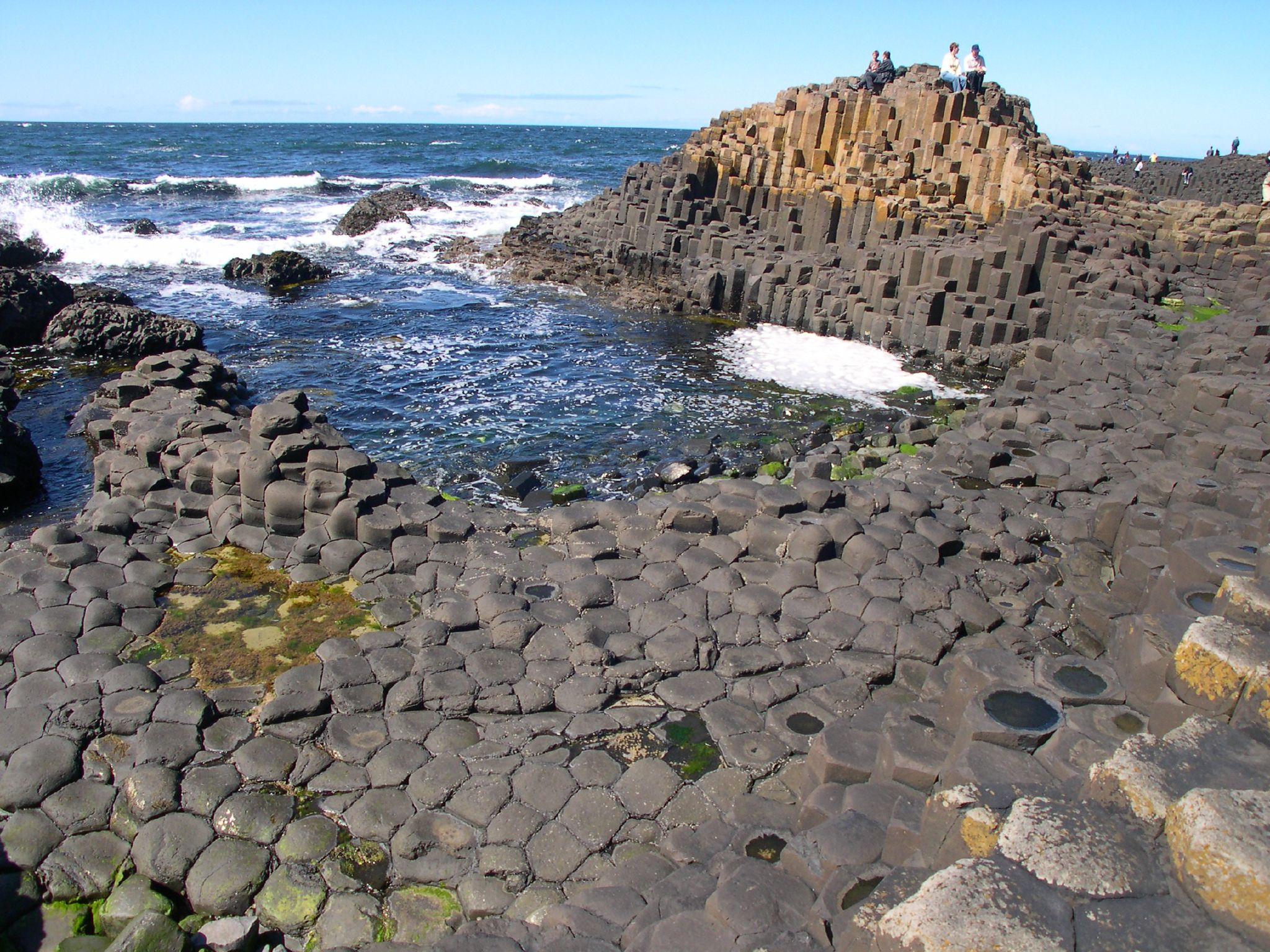
Calzada del Gigante en el Condado de Antrim de Irlanda del Norte.

La siguiente sección de la película se representan los ritos de iniciación masónica mediante alusiones a las cinco partes del Ciclo, los cuales son presentados como elementos de un juego llamado “La orden” escenificado en el museo Guggenheim, en el cual el Aprendiz debe ascender por la rampa del museo evitando los obstáculos que se le presentan en diferentes etapas.
La escena siguiente se desarrolla en el edificio Chrysler, donde el Aprendiz mata al Arquitecto pero es a su vez asesinado. 
La película termina señalando ciertos elemento de Cremaster 4, pues se cuenta la leyenda de Fionn Mac Cumhaill, que cuenta la formación del siguiente escenario del Ciclo. En efecto, en el mito de la Calzada del Gigante al expulsar de Irlanda a su enemigo el gigante escocés Fingal, Fionn lanza una enorme roca que cae en medio del Mar de Irlanda, formando la Isla de Man.